# عباس سعيدي
عباس سعيدي (09 فبراير 1983) من أبرز لاعبي القوى التونسين في الألعاب البارالمبية الصيفية.

## روابط خارجية
- عباس سعيدي على موقع Paralympic.org (الإنجليزية)
- عباس سعيدي على موقع IPC.InfostradaSports.com (مؤرشف) (الإنجليزية)

## مواضيع ذات علاقة
- تونس في الألعاب البارالمبية الصيفية 2004
- تونس في الألعاب البارالمبية